# Ducats de França
Els ducats de França foren inicialment entitats militars que van derivar cap a unitats territorials; però després el ducat es va lligar cada vegada més a la condició de par del regne, la majoria dels quals foren ducs.
El títol de duc amb els merovingis anava lligar al comandament militar a una província; el cap de l'exèrcit o milícia de cada província portava el títol de dux. Sota els carolingis el dux era un comte que tenia autoritat militar i política sobre diversos comtes, però aquesta autoritat cada vegada era més nominal, encara que portar el títol ducal augmentava el prestigi.
Posteriorment els grans oficials, vassalls directes de corona, electors primitius de la reialesa quan encara no estava establerta la primogenitura, o que designaven la regència, foren designats com a pars que al començament foren dotze (sis eclesiàstics i sis laics). Després del segle xiii quan les terres dels pars laics havien anat a la corona, els seus dominis foren donats en atribut personal a prínceps de la casa reial i els pars llavors només van tenir un paper cerimonial.
La pairia era un ofici de la corona i no un títol de noblesa; eren par els nobles més fidels; al segle xvi alguns senyors foren fets pars. Els pars tenien un feu al que anava lligat l'ofici, i era hereditària. Era purament honorifica amb alguns privilegis quant a seure al parlament de París o ser jutjats per un tribunal especial format per altres pars. L'antiguitat en la creació augmentava la seva dignitat. Després del 1814 es va crear una cambra de pars per formar un poder legislatiu; en els Cent Dies, Napoleó va designar també pars. La segona restauració va restablir la cambra de pars que eren designats de manera hereditària, però el 1830 aquesta condició fou suprimida.

## Ducats
- Ducat d'Alsàcia 640-754
- Ducat d'Aquitània, el duc fou par elector al segle X
- Ducat de Bar, creat el 1354
- Ducat de Borgonya, creat el 880, el duc par elector al segle X
- Ducat de Bretanya (diferent del ducat pairia)
- Ducat de Dentelin, merovingi, fins al 634
- Ducat d'Etampes, creat el 1536, els duc no eren pars
- Ducat de Gascunya o Bascònia
- Ducat de Gòtia i/o Septimània
- Ducat de Guyena
- Ducat de Longueville, creat el 1505, els ducs no eren pars
- Ducat de Lorena
- Ducat de Normandia, el duc fou par elector al segle X

## Pars electors

### Pars eclesiàstics
- L'arquebisbe-duc de Reims
- El bisbe-duc de Laon
- El bisbe-duc de Langres
- El bisbe-comte de Châlons-en-Champagne
- El bisbe-comte de Noyon
- El bisbe-comte de Beauvais

### Pars laics
- El duc de Borgonya a la corona el 1477)
- El duc de Normandia a la corona el 1204)
- El duc d'Aquitània a la corona el 1453)
- El comte de Flandes separada de França per tractats de 1526 i 1559
- El comte de Xampanya a la corona el 1314)
- El comte de Tolosa a la corona el 1229 i 1271)

## Pars en atribució

### seglexiii
- El duc de Bretanya, pairia el 1297, a la corona el 1532
- El duc d'Anjou, pairia el 1297 (atribució diverses vegades retornada al domini reial)
- El comte d'Artois, pairia el 1297 (atribució diverses vegades retornada al domini reial)

### segle XIV
- Comtat de Poitou: comtat-pairia el 1314
- Comtat de La Marche: comtat-pairia el 1316
- Comtat d'Évreux: comtat-pairia el 1316
- Comtat d'Angulema: comtat-pairia el 1317
- Comtat d'Étampes: comtat-pairia el 1327
- Ducat de Borbó: ducat-pairia el 1327
- Comtat de Beaumont-le-Roger: comtat-pairia el 1328
- Comtat del Maine: comtat-pairia el 1331
- Ducat d'Orléans: ducat-pairia el 1344
- Comtat de Valois: comtat-pairia el 1344
- Comtat de Nevers: comtat-pairia el 1347
- Comtat de Mantes: comtat-pairia el 1353
- Ducat d'Anjou: ducat-pairie el 1356
- Comtat de Mâcon: comtat-pairia el 1359
- Duc de Berry: títol-pairia el 1360
- Ducat d'Alvèrnia: ducat-pairia el 1360
- Comtat de Turena: comtat-pairia el 1360
- Senyoria de Montpeller: baronia-pairia el 1371
- Comtat de Périgord: comtat-pairia el 1399

### Seglexv
- Ducat d'Alençon: ducat-pairia el 1404
- Comtat de Soissons: comtat-pairia el 1404
- Baronia de Coucy: baronia-pairia el 1404
- Ducat de Nemours: ducat-pairia el 1404
- Castellania de Châtillon: castellania-pairia el 1404
- Comtat de Rethel: comtat-pairia el 1405
- Valois: ducat-pairia el 1406
- Comtat de Mortagne: comtat-pairia el 1407
- Comtat de Mortain: comtat-pairie en 1407
- Castlania d'Évry-le-Châtel: castellania-pairia el 1408
- Castlania de Jouy-le-Châtel: castellania-pairia el 1408
- Comtat d'Évreux: comtat-pairia el 1427
- Comtat de Santonya: comtat-pairia el 1428
- Comtat de Foix: comtat-pairia el 1458
- Comtat d'Eu: comtat-pairia el 1458
- Comtat de Villefranche: comtat-pairia en 1480

### segle XVI
- Ducat d'Angoulema: ducat-pairia el 1515
- Ducat de Vendôme: ducat-pairia el 1515
- ducat de Châtellerault: ducat-pairia en 1515
- Ducat de Guisa: ducat-pairia el 1528
- Ducat de Montpensier: ducat-pairia el 1529
- Ducat d'Aumale: ducat-pairia el 1547
- Ducat d'Albret: ducat-pairia en 1550
- Ducat de Montmorency: ducat-pairia el 1551
- Comtat de Lyon i de Comtat de Forez: comtat-pairia el 1566
- Ducat de Château-Thierry: ducat-pairia el 1566
- Comtat de Perche: comtat-pairia el 1566
- Ducat de Penthièvre: ducat-pairia el 1569
- Ducat d'Évreux: ducat-pairia el 1569
- Comtat de Dreux: comtat-pairia el 1569
- Ducat de Mercœur: ducat-pairia el 1569
- Ducat d'Uzès: ducat-pairia el 1572
- Ducat de Mayenne: ducat-pairia el 1573
- Ducat de Saint-Fargeau: ducat-pairia el 1574
- Ducat de Joyeuse: ducat-pairia el 1581
- Ducat de Piney-Luxembourg: ducat-pairia el 1581
- Ducat d'Épernon: ducat-pairia el 1581
- Ducat d'Elbeuf: ducat-pairia el 1581
- Ducat de Rethel: ducat-pairia el 1581
- Ducat de Retz: ducat-pairia el 1581
- Ducat d'Hallwin: ducat-pairia el 1587
- Ducat de Montbazon: ducat-pairia el 1588
- Ducat de Ventadour: ducat-pairia el 1589
- Ducat de Thouars (La Trémoille) : ducat-pairia el 1599
- Ducat de Biron: ducat-pairia e 1598

### segle XVII
- Ducat d'Aiguillon: ducat-pairia el 1600 (reintegrat a la corona el 1635 per Richelieu), altre cop el 1638
- Ducat de Rohan: ducat-pairia el 1603
- Ducat de Sully: ducat-pairia el 1606
- Ducat de Fronsac: ducat-pairia el 1608 i 1634
- Ducat de Damville: ducat-pairia el 1610
- Ducat de Châteauroux: ducat-pairia el 1616
- Ducat de Luynes: ducat-pairia el 1619
- Ducat de Lesdiguières: ducat-pairia el 1620
- Ducat de Bellegarde: ducat-pairia el 1620
- Ducat de Brissac: ducat-pairia el 1620
- Ducat d'Hallwin: ducat-pairia el 1621
- Ducat de Candale: ducat-pairia el 1621
- Ducat de Chaulnes: ducat-pairia el 1621
- Ducat de Chevreuse: ducat-pairia el 1627
- Ducat de Richelieu: ducat-pairia el 1631
- Ducat de La Valette: ducat-pairia el 1631
- Ducat de La Rochefoucauld: ducat-pairia el 1631
- Ducat d'Enghien: ducat-pairia el 1633
- Ducat de Fronsac: ducat-pairia el 1634
- Ducat de Saint-Simon: ducat-pairia el 1635
- Ducat de La Force: ducat-pairia el 1637
- Ducat d'Aiguillon: ducat-pairia el 1638
- Ducat de Valentinois: ducat-pairia el 1642
- Ducat de Châtillon: ducat-pairia el 1643
- Ducat de Coligny: ducat-pairia el 1648
- Comtat de Poix-Créquy: comtat-pairia el 1652
- Ducat de Randan: ducat-pairia el 1661
- Ducat de Verneuil: ducat-pairia el 1663
- Ducat d'Estrées: ducat-pairia el 1663
- Ducat de Gramont: ducat-pairia el 1663
- Ducat de La Meilleraie: ducat-pairia el 1663
- Ducat de Rethel-Mazarin: ducat-pairia el 1663
- Ducat de Villeroy: ducat-pairia el 1663
- Ducat de Mortemart: ducat-pairia el 1663
- Ducat de Poix-Créquy: ducat-pairia el 1663
- Ducat de Saint-Aignan: ducat-pairia el 1663
- Ducat de Randan-Foix: ducat-pairia el 1663
- Ducat de La Rocheguyon: ducat-pairia el 1663
- Ducat de Tresmes: ducat-pairia el 1663
- Ducat de Gesvres: ducat-pairia el 1663
- Ducat de Noailles: ducat-pairia el 1663
- Ducat de Coislin: ducat-pairia el 1663
- Ducat de Choiseul: ducat-pairia el 1665
- Ducat d'Aumont: ducat-pairia el 1665
- Ducat de La Ferté-Senneterre (Saint-Nectaire) : ducat-pairia el 1665
- Ducat de Montausier: ducat-pairia el 1665
- Ducat de La Vallière: ducat-pairia el 1667
- Ducat de Nemours: ducat-pairia el 1672
- Ducat de Béthune-Charost: ducat-pairia el 1690
- Ducat de Saint-Cloud: ducat-pairia el 1690 (per l'arquebisbe de París)

### Seglexviii
- Ducat de Châteauvillain: ducat-pairia el 1703
- Ducat de Boufflers: ducat-pairia el 1708
- Ducat de Villars: ducat-pairia el 1709
- Ducat d'Harcourt: ducat-pairia el 1709
- Ducat de Fitz-James: ducat-pairia el 1710
- Ducat d'Antin: ducat-pairia el 1711
- Ducat de Rambouillet: ducat-pairia el 1711
- Ducat de Rohan-Rohan (Frontenay) : ducat-pairia el 1714
- Ducat d'Hostun: ducat-pairia el 1715
- Ducat de Villars-Brancas: ducat-pairia el 1716
- Ducat de Roannais i La Feuillade : ducat-pairia el 1716
- Ducat de Lévis: ducat-pairia el 1723
- Ducat de Châtillon: ducat-pairia el 1736
- Ducat de Fleury: ducat-pairia el 1736
- Ducat de Gisors i Belle-Isle : ducat-pairia el 1748
- Ducat de Duras: ducat-pairia el 1756
- Ducat de Stainville (Choiseul) : ducat-pairia el 1758
- Ducat de La Vauguyon: ducat-pairia el 1758
- Ducat de Praslin: ducat-pairia el 1762
- ducat de Choiseul d'Amboise: ducat-pairia el 1764
- Ducat de Clermont-Tonnerre: ducat-pairia el 1775
- Ducat de Châteauroux: ducat-pairia el 1776
- Ducat de Gisors: ducat-pairia el 1776
- Ducat de Brunoy: ducat-pairia el 1777
- Ducat de Louvois: ducat-pairia el 1777
- Ducat d'Amboise: ducat-pairia el 1787
- Ducat de Coigny: ducat-pairia el 1787